# گغاکار
گغاکار (به ارمنی: Գեղաքար) یک شهر در ارمنستان است که در استان گغارکونیک واقع شده‌است.  در  کیلومتری شمال گاوار، مرکز استان گغارکونیک واقع شده است.

## خصوصیات
گغاکار ۱۲۹ نفر جمعیت دارد و ۲٬۱۵۸ متر بالاتر از سطح دریا واقع شده‌است.  در  کیلومتری شمال گاوار، مرکز استان گغارکونیک واقع شده است.